# District congressionnel at-large du Nevada
Le district congressionnel de l’État du Nevada (en anglais : Nevada’s at-large congressional district) est un ancien district congressionnel (congressional district) des États-Unis, qui couvrait l’État du Nevada dans son intégralité entre 1864 à 1983.

## Historique
Il existait avant la création de l’État du Nevada un district congressionnel at-large du territoire du Nevada (en), depuis 1861. Elle fut renommée lors de la création de l’État en 1864, englobant la totalité de son territoire.
La circonscription exista jusqu’en 1983, date à laquelle elle fut rendue caduque par le recensement de 1980 et la redistribution des sièges qui s’ensuivit, à l’issue de laquelle le Nevada obtint un second siège à la Chambre des représentants. À compter des élections de 1982 pour le 98e Congrès (en), le Nevada commença à élire deux représentants provenant de deux circonscriptions différentes, le 1re district congressionnel et le 2e district congressionnel.

## Liste des représentants
| Représentant            | Parti       | Période                          | Congrès  |
| ----------------------- | ----------- | -------------------------------- | -------- |
| Henry G. Worthington    | Républicain | 31 octobre 1864 – 3 mars 1865    | 38e (en) |
| Delos R. Ashley         | Républicain | 4 mars 1865 – 3 mars 1869        | 39e (en) |
| Delos R. Ashley         | Républicain | 4 mars 1865 – 3 mars 1869        | 40e (en) |
| Thomas Fitch            | Républicain | 4 mars 1869 – 3 mars 1871        | 41e (en) |
| Charles West Kendall    | Démocrate   | 4 mars 1871 – 3 mars 1875        | 42e (en) |
| Charles West Kendall    | Démocrate   | 4 mars 1871 – 3 mars 1875        | 43e (en) |
| William Woodburn        | Républicain | 4 mars 1875 – 3 mars 1877        | 44e (en) |
| Thomas Wren             | Républicain | 4 mars 1877 – 3 mars 1879        | 45e (en) |
| Rollin M. Daggett       | Républicain | 4 mars 1879 – 3 mars 1881        | 46e (en) |
| George Williams Cassidy | Démocrate   | 4 mars 1881 – 3 mars 1885        | 47e (en) |
| George Williams Cassidy | Démocrate   | 4 mars 1881 – 3 mars 1885        | 48e (en) |
| William Woodburn        | Républicain | 4 mars 1885 – 3 mars 1889        | 49e (en) |
| William Woodburn        | Républicain | 4 mars 1885 – 3 mars 1889        | 50e (en) |
| Horace F. Bartine       | Républicain | 4 mars 1889 – 3 mars 1893        | 51e (en) |
| Horace F. Bartine       | Républicain | 4 mars 1889 – 3 mars 1893        | 52e (en) |
| Francis G. Newlands     | Démocrate   | 4 mars 1893 – 3 mars 1903        | 53e (en) |
| Francis G. Newlands     | Démocrate   | 4 mars 1893 – 3 mars 1903        | 54e (en) |
| Francis G. Newlands     | Démocrate   | 4 mars 1893 – 3 mars 1903        | 55e (en) |
| Francis G. Newlands     | Démocrate   | 4 mars 1893 – 3 mars 1903        | 56e (en) |
| Francis G. Newlands     | Démocrate   | 4 mars 1893 – 3 mars 1903        | 57e (en) |
| Clarence D. Van Duzer   | Démocrate   | 4 mars 1903 – 3 mars 1907        | 58e (en) |
| Clarence D. Van Duzer   | Démocrate   | 4 mars 1903 – 3 mars 1907        | 59e (en) |
| George A. Bartlett      | Démocrate   | 4 mars 1907 – 3 mars 1911        | 60e (en) |
| George A. Bartlett      | Démocrate   | 4 mars 1907 – 3 mars 1911        | 61e (en) |
| Edwin E. Roberts        | Républicain | 4 mars 1911 – 3 mars 1919        | 62e (en) |
| Edwin E. Roberts        | Républicain | 4 mars 1911 – 3 mars 1919        | 63e (en) |
| Edwin E. Roberts        | Républicain | 4 mars 1911 – 3 mars 1919        | 64e (en) |
| Edwin E. Roberts        | Républicain | 4 mars 1911 – 3 mars 1919        | 65e (en) |
| Charles R. Evans        | Démocrate   | 4 mars 1919 – 3 mars 1921        | 66e (en) |
| Samuel S. Arentz        | Républicain | 4 mars 1921 – 3 mars 1923        | 67e (en) |
| Charles L. Richards     | Démocrate   | 4 mars 1923 – 3 mars 1925        | 68e (en) |
| Samuel S. Arentz        | Républicain | 4 mars 1925 – 3 mars 1933        | 69e (en) |
| Samuel S. Arentz        | Républicain | 4 mars 1925 – 3 mars 1933        | 70e (en) |
| Samuel S. Arentz        | Républicain | 4 mars 1925 – 3 mars 1933        | 71e (en) |
| Samuel S. Arentz        | Républicain | 4 mars 1925 – 3 mars 1933        | 72e (en) |
| James G. Scrugham       | Démocrate   | 4 mars 1933 – 7 décembre 1942    | 73e (en) |
| James G. Scrugham       | Démocrate   | 4 mars 1933 – 7 décembre 1942    | 74e (en) |
| James G. Scrugham       | Démocrate   | 4 mars 1933 – 7 décembre 1942    | 75e (en) |
| James G. Scrugham       | Démocrate   | 4 mars 1933 – 7 décembre 1942    | 76e (en) |
| James G. Scrugham       | Démocrate   | 4 mars 1933 – 7 décembre 1942    | 77e (en) |
| Vacant                  | Vacant      | 7 décembre 1942 – 3 janvier 1943 | 77e (en) |
| Maurice J. Sullivan     | Démocrate   | 3 janvier 1943 – 3 janvier 1945  | 78e (en) |
| Berkeley L. Bunker      | Démocrate   | 3 janvier 1945 – 3 janvier 1947  | 79e (en) |
| Charles H. Russell      | Républicain | 3 janvier 1947 – 3 janvier 1949  | 80e (en) |
| Walter S. Baring, Jr.   | Démocrate   | 3 janvier 1949 – 3 janvier 1953  | 81e (en) |
| Walter S. Baring, Jr.   | Démocrate   | 3 janvier 1949 – 3 janvier 1953  | 82e (en) |
| Clarence Clifton Young  | Républicain | 3 janvier 1953 – 3 janvier 1957  | 83e (en) |
| Clarence Clifton Young  | Républicain | 3 janvier 1953 – 3 janvier 1957  | 84e (en) |
| Walter S. Baring, Jr.   | Démocrate   | 3 janvier 1957 – 3 janvier 1973  | 85e (en) |
| Walter S. Baring, Jr.   | Démocrate   | 3 janvier 1957 – 3 janvier 1973  | 86e (en) |
| Walter S. Baring, Jr.   | Démocrate   | 3 janvier 1957 – 3 janvier 1973  | 87e (en) |
| Walter S. Baring, Jr.   | Démocrate   | 3 janvier 1957 – 3 janvier 1973  | 88e (en) |
| Walter S. Baring, Jr.   | Démocrate   | 3 janvier 1957 – 3 janvier 1973  | 89e (en) |
| Walter S. Baring, Jr.   | Démocrate   | 3 janvier 1957 – 3 janvier 1973  | 90e (en) |
| Walter S. Baring, Jr.   | Démocrate   | 3 janvier 1957 – 3 janvier 1973  | 91e (en) |
| Walter S. Baring, Jr.   | Démocrate   | 3 janvier 1957 – 3 janvier 1973  | 92e (en) |
| David Towell            | Républicain | 3 janvier 1973 – 3 janvier 1975  | 93e (en) |
| James David Santini     | Démocrate   | 3 janvier 1975 – 3 janvier 1983  | 94e (en) |
| James David Santini     | Démocrate   | 3 janvier 1975 – 3 janvier 1983  | 95e (en) |
| James David Santini     | Démocrate   | 3 janvier 1975 – 3 janvier 1983  | 96e (en) |
| James David Santini     | Démocrate   | 3 janvier 1975 – 3 janvier 1983  | 97e (en) |

## Résultats des élections
| Parti | Parti             | Candidat            | Voix  | %    | ±    |
| ----- | ----------------- | ------------------- | ----- | ---- | ---- |
|       | Démocrate         | James David Santini |       | 70,0 | -2,4 |
|       | Républicain       | Vince Saunders      |       | 26,8 | -2,5 |
|       | Libertarien       | Harry Joe Mangrum   |       | 3,3  | ±0,0 |
|       | Démocrate retenir | Démocrate retenir   | Swing | -2,4 |      |